# ZPiT Suszanie
Zespół Pieśni i Tańca Suszanie – najstarszy zespół folklorystyczny na Zaolziu, powstał przy miejscowym kole PZKO w Suchej Górnej.

## Kierownicy zespołu
- Jerzy Taraba – założyciel
- Alojzy Godula
- Alojzy Adamiec
- Janina Nowak – Tomiczek
- Janina Rzyman
- Barbara Mračna – współczesny kierownik

## Repertuar
Działalność zespołu można podzielić na część taneczną, muzyczną i śpiewaczą. W swym repertuarze grupa prezentuje zwyczaje, tańce i pieśni ludowe, a jako bazę do swych programów wykorzystuje tańce ludowe oraz autentyczne pieśni ludowe regionu Śląska Cieszyńskiego. Niepodzielną częścią repertuaru Suszan są tańce z różnych części Polski (Kraków, Łowicz, Rozbark), jak również ze Słowacji (Myjawa, Trenčin). Nie brakuje też tańców czeskich i morawskich. Suszanie są też znani z tego, że corocznie przygotowują specjalne programy rozrywkowe w okresie karnawałowym:
- Suita tańców krakowskich
- Suita tańców śląskich
- Suita tańców łowickich
- Suita tańców słowackich
- Suita tańców czeskich

## Wyjazdy zagraniczne
Zespół wyjeżdża na różne zagraniczne wyjazdy. Najczęściej wyjeżdża do Polski albo Słowacji. Zespół był także we Francji, Włoszech, Holandii, Niemczech, bywała Jugosławia, Austrii itp.

## Odznaczenia i medale

### Za zasługi
- odznaka brązowa w roku 1962
- odznaka srebrna w roku 1967
- odznaka złota w roku 1977

### Zasłużony dla związku
- II stopnia (srebrna) w roku 1983
- I stopnia (złota) w roku 1988

### Laureat GRAND PRIX
- X Światowego Festiwalu Polonijnych Zespołów Folklorystycznych w Rzeszowie w roku 1996

### "Tacy jesteśmy 2004"
- za program jubileuszu 50-lecia zespołu w roku 2003